# Manga nubifera
Manga nubifera là một loài bướm đêm trong họ Noctuidae.